# Barytatocephalus stshegolevi
Barytatocephalus stshegolevi là một loài tò vò trong họ Ichneumonidae.